# Юдін Зоряна Іванівна
Зоряна Іванівна Юдін — українська співачка, авторка-виконавиця з Прикарпаття. Її репертуар складають українські естрадні, зокрема карпатські, пісні в жанрах етно-поп та етно-денс. Нагороджена як найкраща авторка та виконавиця естрадної пісні на студентському фестивалі «На хвилях Світязя» у 2002 році.

## Біографія

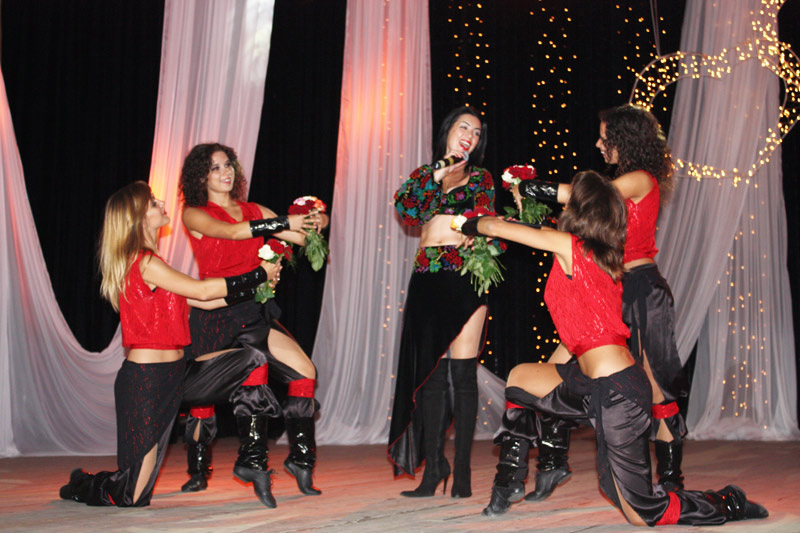
Виступ Зоряни Юдін на концерті до Дня Незалежності

Зоряна Юдін народилась 1 серпня в селі Угринів Івано-Франківського району, де і провела дитинство. Батьки, творчі люди, зокрема, спонукали доньку й до музики. 
В дитинстві Зоряна займалась народними танцями в Івано-Франківському «Палаці піонерів», паралельно відвідувала ДМШ № 2 по класу бандури, яку в 1991 році за відмінні успіхи закінчила з похвальним листом. В1991 році вступила до Калуського державного училища культури за спеціальністю народна художня творчість по класу бандури. У 1995 році отримала диплом молодшого спеціаліста з відзнакою. Присвоєно кваліфікацію керівник оркестру народних інструментів та організатор культурно-дозвільної діяльності. В цьому ж році отримує роботу інструкторки в Івано-Франківському Центральному Народному домі № 1. Обов'язки полягали в організації клубів цікавих зустрічей для молоді області з інтелігенцією міста. У 2004 році Юдін вступила до Прикарпатського національного університету ім. Василя Стефаника за спеціальністю «Театральне мистецтво».
У 2006 році національна аудіокомпанія в місті Київ та АМ-Студія в місті Тернопіль під керівництвом звукорежисера, аранжувальника Андрія Качали, випустили перший україномовний альбом Зоряни Юдін. Пісні Юдін були на радіостанціях України та за її межами. На треки альбому було відзнято кілька музичних відеокліпів: «Україна», «Спасибі, мамо», «Моя любов». Трансляція відеоробіт відбувалася на телеканалах Першому національному та УРТ.«Карпатський край», «Розчарування», 
2007 рік — оцінюючи ревність для Божої слави і добра української греко-католицької церкви, жертовне служіння для розбудови патріаршого центру Української греко-католицької церкви у м. Києві, Верховний Архієпископ Києво-Галицький Любомир Гузар вручив грамоту признання і похвали Зоряні Юдін.
2008 рік — завдяки співпраці з аудіокомпанією «Ліда» в місті Львів та «6секунд» в місті Калуш, світ побачив відеоальбом Зоряни Юдін.
2008 рік — пісня «Блаженна мить» відзначена телепрограмою «Шлягер року» м. Київ.
2008 рік — Юдін закінчила виш з відзнакою і отримала повну вищу освіту та здобула кваліфікацію режисера естради та масових свят.
2008 рік — співпраця з ізраїльським діджеєм, композитором 2007 та 2008 року по «Discovery Night Life Awards» Arthur Project. Запис альбому та відеоробіт.
2009 рік — вихід у світ першого DVD «Я не та» спільно з аудіокомпанією «Ліда» (м. Львів).
2014 рік — вийшов аудіоальбом Юдін «Карпатський край» спільно з аудіокомпанією «6 секунд» м. Калуш та АМ-Студія м. Тернопіль. В альбом увійшли 17 пісень.
2015 рік — концертний тур "З любов"ю" містами України. У 2016 та 2017 роках виступала у програмі "Фольк-music" на Першому національному. У 2018-2019 роках виступила з кількома концертами за назвою "Різдво в Карпатах".

## Дипломи та номінації
- 2001 рік — диплом лауреата I премії молодіжного фестивалю сучасної пісні «Золотий тік», м. Галич.

- 2001 рік — диплом лауреата III премії молодіжного конкурсу поп — та рок- музики «Сузір'я», м. Івано-Франківськ.

- 2002 рік — диплом лауреата "найкращий автор-виконавець української естради"  «На хвилях Світязя», м. Луцьк.

- 2002 рік — диплом лауреата II премії Всеукраїнського пісенного фестивалю імені Михайла Машкіна, м. Іршава (Закарпаття).

- 2015 рік — диплом лауреата Всеукраїнської народної пісенної премії "[13]Галицький Шлягер" за виконання пісні [14]"Україно" композитор та поет Зоряна Юдін

- 2018 рік — диплом лауреата Всеукраїнського пісенного телевізійного марафону "Гордімося друзі, що ми Українці" за виконання пісні[15] "Обніми, поцілуй"  на слова Вадима Крищенка та музики Зоряни Юдін.
- 2019 рік- Прем"єра "Залишайся у моєму серці" сл.А.Фен муз.З Юдін

## Дискографія

### Студійні альбоми
Перший альбом співачки побачив світ у 2006 році та отримав назву «Я не та». Альбом виданий Національною аудіокомпанією у місті Київ та АМ-Студія в місті Тернопіль. Альбом записувався під керівництвом звукорежисера, аранжувальника Андрія Качали. Другий аудіоальбом Зоряни Юдін вийшов «Карпатський край [Архівовано 22 лютого 2014 у Wayback Machine.]» спільно з аудіокомпанією «6 секунд» м. Калуш та АМ-Студія м. Тернопіль.
| Рік  | Назва                 | Вигляд |
| ---- | --------------------- | ------ |
| 2006 | CD-альбом «Я не та»   |        |
| 2014 | CD «Карпатський Край» |        |

В другий альбом увійшли 17 пісень:

1. Україно — сл. З. Юдін/ муз. З. Юдін

2. Карпатський край — сл. В. Михайлищук/ муз. З. Юдін

3. Чарівна бойківчанка — сл. М. Воньо/ муз. О. Сердюк

4. Скрипаль — сл. І. Баран/ муз. З. Юдін

5. Жито — сл. Г. Чубач/ муз. З. Юдін

6. Доля — сл. З. Юдін/ муз. З. Юдін

7. Скарб душі — сл. З. Юдін/ муз. З. Юдін

8. Моя любов — сл. З. Юдін/ муз. З. Юдін

9. Розчарування — сл. Л. Яворська/ муз. З. Юдін

10. Погаслі вогнища — сл. Д. Кулиняк/ муз. З. Юдін

11. Червоні маки — сл. Л. Яворська/ муз. З. Юдін

12. Блаженна мить — сл. З. Юдін/ муз. З. Юдін

13. Спасибі мамо — сл. З. Юдін/ муз. З. Юдін

14. Щасливого Різдва — сл. З. Юдін/ муз. З. Юдін

15. Я не та (dans) — сл. З. Юдін/ муз. З. Юдін

16. Чемпіон (Euro 2012) — сл. З. Юдін/ муз. З. Юдін

17. Я не та (club) — сл. З. Юдін/ муз. З. Юдін

### Відеоальбоми
Перший DVD альбом Зоряни Юдін за назвою «Я не та» вийшов  спільно із аудіокомпанією «Ліда»,  міста Львів,
| Рік  | Назва         | Вигляд |
| ---- | ------------- | ------ |
| 2009 | DVD «Я не та» |        |